# 이즈에촌
이즈에촌(出部村)은 오카야마현 시쓰키군에 있던 촌이다. 현재의 이바라시의 일부에 해당한다.

## 역사
- 1889년 6월 1일 - 정촌제 시행에 의해 시쓰키군 이즈에촌이 발족하였다.
- 1942년 4월 1일 - 이바라정에 편입해 폐지되었다.

## 참고문헌
- 角川日本地名大辞典 33 岡山県
- 『市町村名変遷辞典』東京堂出版、1990年。